# Férfi 4 × 10 km-es sífutóváltó az 1994. évi téli olimpiai játékokon
Az 1994. évi téli olimpiai játékokon a sífutás férfi 4 × 10 km-es váltó versenyszámát február 22-én rendezték a Birkebeineren Stadionban. Az aranyérmet az olasz csapat nyerte meg. A versenyszámban nem vett részt magyar csapat.

## Végeredmény
Az időeredmények másodpercben értendők.
| Helyezés | Csapat                                                                                               | Idő                                       |
| -------- | --- | ----------------------------------------- |
| Arany    | Olaszország (ITA) · Maurilio De Zolt · Marco Albarello · Giorgio Vanzetta · Silvio Fauner            | 1:41:15,0 26:13,0 25:53,9 24:59,1 24:09,0 |
| Ezüst    | Norvégia (NOR) · Sture Sivertsen · Vegard Ulvang · Thomas Alsgaard · Bjørn Dæhlie                    | 1:41:15,4 26:03,2 26:04,2 24:59,2 24:08,8 |
| Bronz    | Finnország (FIN) · Mika Myllylä · Harri Kirvesniemi · Jari Räsänen · Jari Isometsä                   | 1:42:15,6 26:03,6 26:04,4 24:57,5 25:10,1 |
| 4.       | Németország (GER) · Torald Rein · Jochen Behle · Peter Schlickenrieder · Johann Mühlegg              | 1:44:26,7 27:08,6 26:37,1 24:50,3 25:00,7 |
| 5.       | Oroszország (RUS) · Andrej Kirillov · Alekszej Prokurorov · Gennagyij Lazutyin · Mihail Botvinov     | 1:44:29,2 27:10,7 26:23,4 25:53,6 25:01,5 |
| 6.       | Svédország (SWE) · Jan Ottosson · Christer Majbäck · Anders Bergström · Henrik Forsberg              | 1:45:22,7 26:56,8 26:53,2 25:36,8 25:55,9 |
| 7.       | Svájc (SUI) · Jeremias Wigger · Hans Diethelm · Jürg Capol · Giachem Guidon                          | 1:47:12,2 27:03,7 27:45,9 26:35,8 25:46,8 |
| 8.       | Csehország (CZE) · Lubomír Buchta · Václav Korunka · Jiří Teplý · Pavel Benc                         | 1:47:12,6 27:10,0 28:55,4 25:41,2 25:26,0 |
| 9.       | Kazahsztán (KAZ) · Nyikolaj Ivanov · Pavel Koroljov · Andrej Nyevzorov · Pavel Rjabinyin             | 1:47:41,3 27:09,2 27:41,2 26:54,8 25:56,1 |
| 10.      | Franciaország (FRA) · Philippe Sanchez · Patrick Remy · Hervé Balland · Stéphane Azambre             | 1:48:25,1 28:52,0 27:44,3 25:45,1 26:03,7 |
| 11.      | Észtország (EST) · Jaak Mae · Jaanus Teppan · Elmo Kassin · Taivo Kuus                               | 1:48:57,6 28:10,4 27:56,6 25:39,0 27:11,6 |
| 12.      | Fehéroroszország (BLR) · Ihar Obuhov · Viktar Kamocki · Szjarhej Dalidovics · Vjacsaszlav Plakszunov | 1:49:23,7 29:08,5 27:28,8 27:08,6 25:37,8 |
| 13.      | Egyesült Államok (USA) · John Aalberg · Ben Husaby · Todd Boonstra · Luke Bodensteiner               | 1:49:40,5 28:09,8 28:20,6 27:01,6 26:08,5 |
| 14.      | Japán (JPN) · Imai Hirojuki · Nagahama Kazutosi · Szaszaki Kazunari · Kozu Maszaaki                  | 1:49:42,1 28:43,2 28:12,6 26:13,6 26:32,7 |